# Dickinson South, Bắc Dakota
Dickinson South là một lãnh thổ chưa tổ chức thuộc quận Stark, tiểu bang Bắc Dakota, Hoa Kỳ. Năm 2010, dân số của nơi này là 516 người.